# Ceres (törpebolygó)
A Ceres (latinul Cerēs, más jelöléssel 1 Ceres, (1) Ceres; szimbólum ) a legkisebb törpebolygó a Naprendszerben, és az egyetlen, amely a kisbolygóövben helyezkedik el, így típusának egyedüli képviselője. Giuseppe Piazzi fedezte fel 1801. január 1-jén, részben Zách János Ferenc hozzájárulásával; nevét Ceres római istennő után kapta, aki a növények ültetése, az aratás és az anyai szeretet istennője volt a római mitológiában.
Körülbelül 950 km-es átmérőjével messze a legnagyobb és legnehezebb test az aszteroidaövben; olyannyira, hogy az aszteroidaöv össztömegének körülbelül egyharmadát a Ceres adja. A legújabb megfigyelések felfedték, hogy a kisebb, szabálytalan alakú, gyengébb gravitációval rendelkező aszteroidákkal szemben a Ceres gömb alakú. Felszíne vízjég és különböző hidratált ásványok, például karbonátok és agyagfélék keverékéből állhat. Belseje egy kőzetmagra és egy jégből álló köpenyre oszlik. Látszólagos magnitúdója 6,7 és 9,3 között változik, azonban még legfényesebb állapotában sem észlelhető szabad szemmel. Felszíne alatt folyékony vizet tartalmazó óceán rejtőzhet.
A NASA 2007. szeptember 27-én indította a Vesta és a Ceres felderítésére a Dawn űrszondát. A Dawn űrszonda VIR nevű műszere infravörös fényben képes volt nagy területen szerves anyagot kimutatni a Ceres felszínén. A szerves anyagok főleg egy nagyjából 1000 km²-es területen találhatók, például az Ernutet kráter belsejében, annak a déli peremén, továbbá a kráteren kívüli területen onnan délnyugat felé. Egy másik nagy terület, ahol szerves anyagok találhatók, a kráter északnyugati pereme és a kráterből kidobódott anyaggal borított rész. Több más, néhány négyzetkilométer kiterjedésű területen van még ilyen anyag, a krátertől nyugatra és keletre is. Szerves anyag található még az Inamahari kráter egy kisebb részén, ami az Ernutettől 400 km-re van.

## Felfedezése

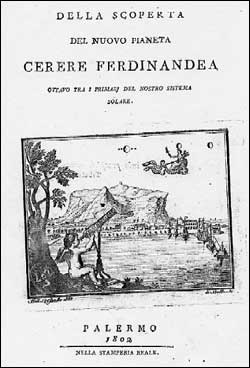
Piazzi könyve: "Della scoperta del nuovo pianeta Cerere Ferdinandea" a Ceres felfedezését is leírja

A Mars és a Jupiter pályája között található ismeretlen bolygó ötletét először Johann Elert Bode vetette fel 1768-ban. Indoklásában a ma már pontosított Titius–Bode-szabályra hivatkozott, amelyet Johann Daniel Titius adott ki 1766-ban. A törvény alapján a bolygópálya fél nagytengelyének 2,8 CsE körül kellett lennie. Miután William Herschel 1781-ben felfedezte az Uránuszt, Titius és Bode szabályába vetett hit megnövekedett, így 1800-ban huszonnégy képzett csillagász együttes erővel kezdte el keresni a feltételezett bolygót. A csoportot Zách János Ferenc vezette. Nem sikerült felfedezniük a Cerest, azonban később számos nagyobb kisbolygót találtak. 1801-ben Georg Wilhelm Friedrich Hegel német filozófus De orbitis planetarum (A bolygók világa) írásában kritizálta azon kijelentéseket, hogy a Ceresnek mindenképpen léteznie kell.
Végül 1801. január 18-án Giuseppe Piazzi fedezte fel, aki egy, Francis Wollaston által Mayer 87-ként jelölt csillag után kutatott, amely nem abban a pozícióban volt található, amit Mayer állatövi katalógusa megadott. Csillag helyett egy mozgó, csillagszerű objektumot talált, amiről először azt gondolta, hogy üstökös. 24 alkalommal figyelte meg a Cerest, utoljára február 11-én, utána betegsége miatt kénytelen volt félbehagyni az égitest követését. 1801. január 24-én levélben jelentette be felfedezését néhány csillagásztársának, többek között barátjának, a milánói Barnaba Orianinak. Üstököst írt, de „mivel mozgása túl lassú és egyenletes, sokszor gondoltam rá, hogy ez valami sokkal jobb lehet”. Áprilisban elküldte megfigyeléseinek teljes anyagát Orianinak, Bodénak, és Lalande-nak Párizsba, melyek megjelentek a Monatliche Correspondenz 1801 szeptemberi számában is.
Nem sokkal később a Ceres látszólagos pozíciója megváltozott (főként a Föld pályamozgásának köszönhetően). Ezután túl közel került a Nap fényéhez, így más csillagászok nem tudták megerősíteni a felfedezést az év végéig. Ilyen sok idő után azonban már nagyon nehéz volt megjósolni a pontos helyét. Hogy ismét megtalálják, Carl Friedrich Gauss, ekkor még csak 24 évesen, kifejlesztett egy hatásos módszert a pálya meghatározására. Alig néhány héten belül megjósolta a pályáját, majd elküldte eredményeit a Monatliche Correspondenz szerkesztőjének, Zách János Ferencnek. 1801. december 31-én Zách és Heinrich Wilhelm Olbers megtalálták a jósolt hely közelében, így megerősítve a Ceres létezését.

## Neve
Piazzi eredetileg a Ceres Ferdinandea (olasz eredetű, Cerere Ferdinandea) nevet javasolta Ceres római istennő és I. Ferdinánd nápoly–szicíliai király után. A „Ferdinandea”-t nem fogadta el a világ többi nemzete, ezért elvetették. Németországban egy rövid ideig Hérának hívták. Görögországban Δήμητρα (Démétér) néven illetik, az istennő görög megfelelője után; eredeti használat szerint Démétér az 1108 Demeter kisbolygó névadója. A Ceres csillagászati jele egy sarló, (), hasonló a Vénuszéhoz () amely a női nem jelképe és Vénusz kézitükre. A cérium kémiai elemet Berzelius és Klaproth fedezték fel 1803-ban, egymástól függetlenül, nevét Berzelius javaslata alapján a Ceres után kapta. William Hyde Wollaston 1802 elején fedezte fel a palládiumot (rendszáma 46), és először ceresiumnak hívta. Mikor 1805-ben nyilvánosságra hozta felfedezéseit, a név már foglalt volt a két évvel korábban felfedezett cérium számára, ezért végül a Pallas után nevezte el

## Besorolása

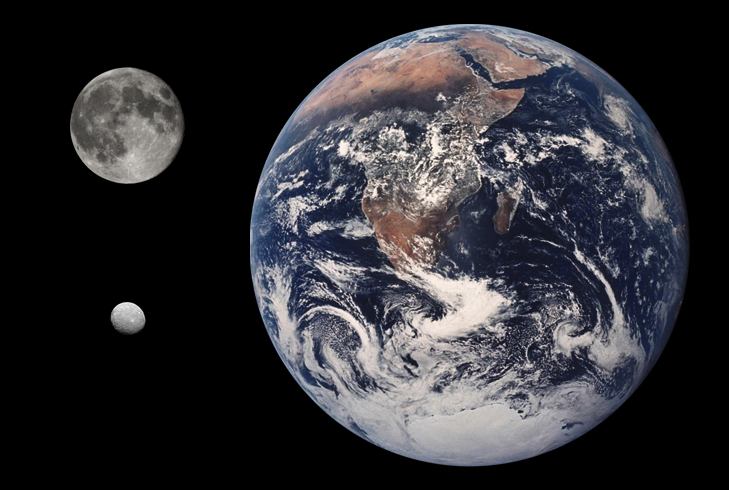
A Ceres (baloldalt alul), a Hold (balra fent) és a Föld (jobbra) összehasonlítása

A Ceres besorolása több alkalommal félreértések tárgya volt. Johann Elert Bode azt hitte, hogy a Ceres a „hiányzó bolygó”, amit megjósolt a Mars és a Jupiter között, 419 millió km-es (2,8 CsE) távolságra a Naptól. Az égitest csillagászati jelet kapott, bolygóként jelezték csillagászati könyvekben és táblázatokban, a 2 Pallasszal, a 3 Junóval és a 4 Vestával együtt, körülbelül fél évszázadig, míg további aszteroidákat nem fedeztek fel.
Mikor további objektumokat fedeztek fel a területen, rájöttek, hogy a Ceres volt az első a számos hasonló égitest közül. Sir William Herschel 1802-ben az aszteroida („csillag-szerű”) kifejezéssel illette az ilyen testeket: „annyira hasonlítanak a kisebb csillagokra, hogy még a legjobb teleszkópokkal is nehéz őket megkülönböztetni tőlük”. Mivel a Ceres volt az első ilyen felfedezés, az 1 Ceres jelzést kapta a kisbolygószámozás modern rendszerében.
A 2006-os Pluto körüli vita, és a „mi számít bolygónak” kérdés során a Ceres megkaphatta volna a bolygó osztályozást. Egy sikertelen javaslat szerint ugyanis a bolygó definíciója a következő lett volna: „egy égitest, ami (a) megfelelő tömeggel rendelkezik, hogy saját gravitációs tere legyen, ezáltal felülkerekedhet a merev testre ható erőkön, és hidrosztatikus egyensúlyhoz (közel gömb alakhoz) juthat el, valamint (b) egy csillag körül kering, és nem csillag vagy nem egy bolygó holdja”. Ha elfogadták volna, akkor a Ceres lett volna a Naptól számított ötödik bolygó. A javaslatot azonban elvetették, így – mivel a másik definícióban meghatározott feltételt, hogy megtisztítja saját környezetét, nem teljesíti – (a Plutóval együtt) törpebolygó besorolást kaptak, az azonban nem világos, hogy még mindig kisbolygó-e vagy sem.

## Fizikai tulajdonságok

Méret-összehasonlítás: az első tíz aszteroida mérete a Föld Holdjához képest. A Ceres balról az első.

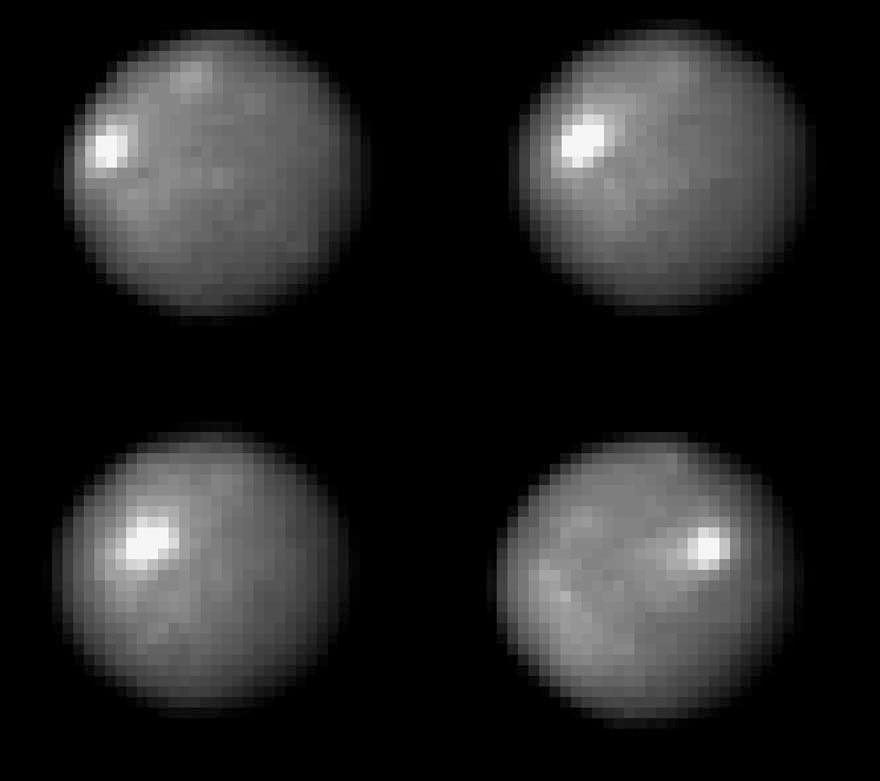
A Hubble űrtávcső képei a Ceresről. 2003 áprilisában készültek, körülbelül 30 km-es felbontással. A fehér folt pontos oka nem ismert.

A Ceres a Mars és a Jupiter között elhelyezkedő aszteroidaöv legnagyobb objektuma, azonban nem a legnagyobb a Nap, a bolygók és azok holdjai után: a Kuiper-öv-beli Pluto, Quaoar, Orcus, valamint a sokkal távolabbi szórt korongbeli Erisz ezen kategóriájú égitestek legnagyobb képviselői.
Tömegét a kisebb aszteroidákra gyakorolt hatása alapján számították ki, habár az egyes mérések kissé eltérnek. A 2008-ban használt három legpontosabb érték átlaga 9,4·1020 kg körül van. Ez a tömeg a kisbolygóöv teljes, a Hold tömegének csupán 4%-át kitevő, körülbelül 3,0 ± 0,2 ·1021 kg-os tömegének harmadát teszi ki. Mérete és tömege elegendő ahhoz, hogy alakja közel gömb alakú legyen, ami közel van a hidrosztatikus egyenlőséghez. Ezzel ellentétben más aszteroidák (kisbolygók), például a 2 Pallas, a 3 Juno, és a 4 Vesta eléggé szabálytalan alakúak.
A Ceres felszínének összetétele nagyrészt hasonlít a C-típusú aszteroidáékéhoz, de vannak különbségek. Az égitestről készült infravörös képeken látható, mindenhol előforduló képződmények hidratált anyagok, amelyek annak jelzői, hogy belsejében nagy mennyiségű víz található. A felszín további összetevői lehetnek még a vasban gazdag agyagfélék (cronstedtit), valamint a karbonátok (dolomit és sziderit), melyek a szenes kondrit meteorok gyakori ásványai. A karbonátok és agyagfélék vonalai általában hiányoznak más C típusú aszteroidák színképéből. A Cerest néha a G-típusú aszteroidák csoportjába is sorolják.
A Ceres felszíni hőmérséklete viszonylag magas. Mérések szerint 1991. május 5-én Nap felőli oldalán 235 K (körülbelül ‒38°C) volt a hőmérséklet. A Naptól való ekkori távolságát figyelembe véve a maximális érték 239 K lehet perihéliumközelben. Van néhány jel, ami arra utal, hogy rendelkezhet vékony atmoszférával, valamint jegesedés lehet a felszínén. Az IUE által végzett ultraibolya tartományú megfigyelések vízpárát mutattak ki a sarkok közelében.

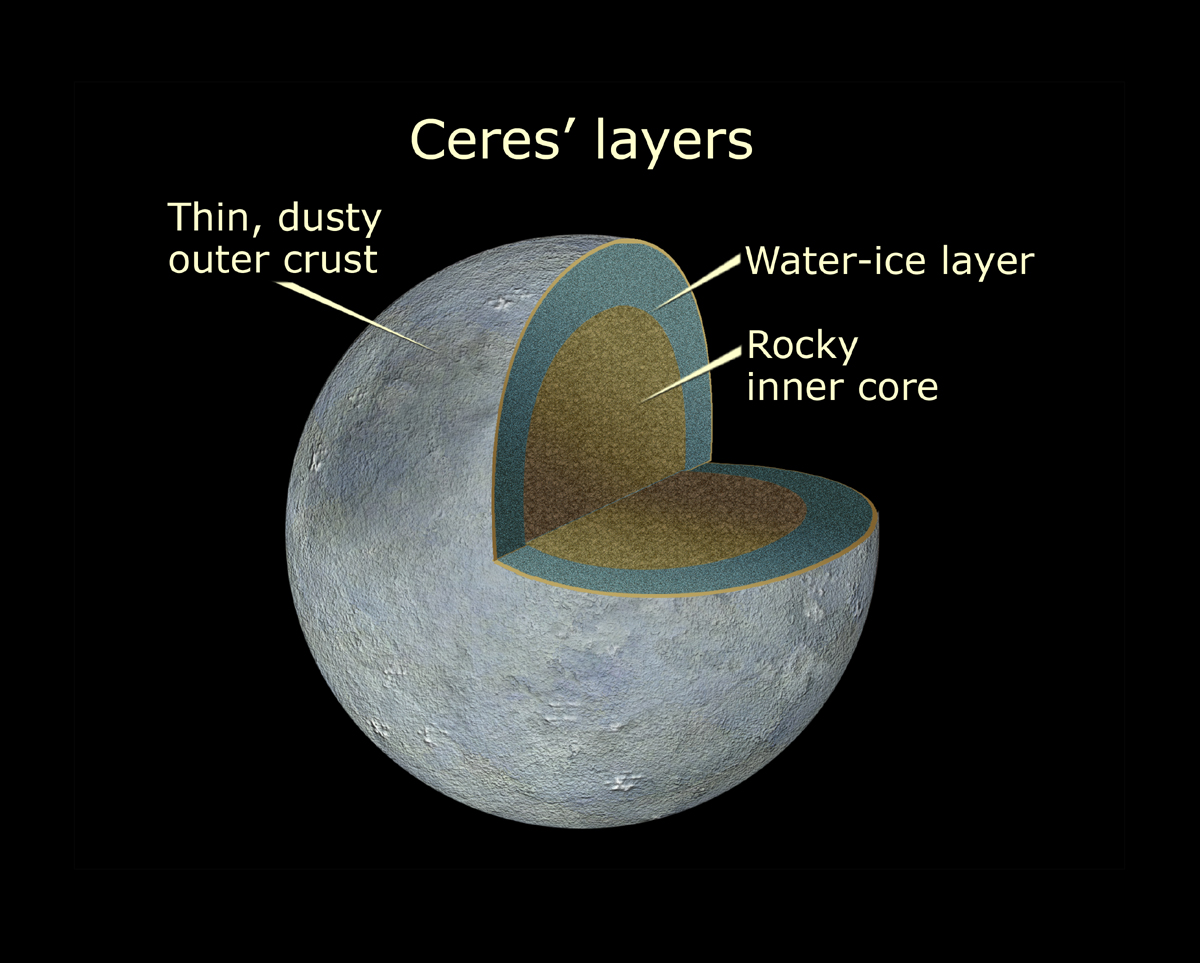
A Ceres belsejét bemutató diagram

Peter Thomas tanulmánya szerint a Ceresnek differenciált belseje van; lapultsága túl kicsi egy homogén belsejű testhez képest, ami arra utal, hogy kőzetmagból és az azt borító jeges köpenyből áll. A köpeny vastagsága 120-tól 60 km-ig változhat, amely 200 millió köbkilométer vizet jelenthet (a Ceres tömegének 16–26%-a, térfogatának 30–60%-a), ami több, mint a Föld édesvízkészlete.
A Ceres felszínén található képződményekkel kapcsolatban ellentétek figyelhetőek meg. A Hubble űrtávcső által ultraibolya tartományban készített alacsony felbontású képeken egy sötét foltot találtak a felszínén, amelyet „Piazzi”-nak neveztek el a törpebolygó felfedezője után. Azt valószínűsítették róla, hogy egy kráter. Később nagyobb felbontású képeket készítettek az égitest egy teljes forgásáról a Keck-teleszkóppal, adaptív optika felhasználásával. Ezen nem találták a „Piazzi” nyomát, de látható volt két sötét képződmény, egyik a fényesebb, középső területeken. Ezekről is valószínűsíthető, hogy kráterek. A Hubble által 2003-ban és 2004-ben, látható tartományban készült képeken tizenegy felszíni képződményt lehet felfedezni, melyek tulajdonságai ismeretlenek. Ezen képződmények egyike megfelel a korábban megfigyelt „Piazzi”-nak, azonban a Keck által megfigyelt sötét albedójú képződmények nem azonosíthatóak.
Az utolsó megfigyelések során meghatározták a Ceres északi sarkjának pontjait a rektaszcenzió irányában (19 h 24 min, 291°), a deklinációt (+59°), a Sárkány csillagképben. Ez azt jelenti, hogy a Ceres tengelyferdesége nagyon kicsi, körülbelül 3°.

### Pályája

A Ceres pályája

A Ceres pályáját, amely Mars és a Jupiter között található, a fő aszteroidaövben, 4,6 év alatt teszi meg. A pálya inklinációja mérsékelt (i=10,6°, míg a Merkúrnak 7°, a Plútónak 17°) és közepesen excentrikus (e=0,08, a Marsé 0,09).
Az ábrán a Ceres és több más bolygó pályája látható (fehér/szürke). A pályák azon területei, melyek az ekliptika alatt találhatóak, sötétebb színnel vannak jelölve, továbbá narancssárga pluszjel a Nap helye. A bal felső ábra felülnézetből mutatja a Ceres helyét a Mars és a Jupiter között. A jobb felső egy közelebbi ábra, amely a Ceres és a Mars perihéliumának (q) és aphéliumának (Q) helyét mutatja be. A Mars perihéliuma a Nap ellentétes oldalán van. A lenti ábra a Ceres pályájának inklinációját mutatja be a Marséhoz és a Jupiteréhez viszonyítva.
A Cerest korábban egy kisbolygó-család legnagyobb tagjának tartották. Az aszteroidák ilyen módú csoportjaiba a hasonló pályatulajdonságokkal rendelkező testek tartoztak. Ezen tulajdonságok jelezhették közös származásukat, például hogy egy, a múltban bekövetkezett ütközés során keletkeztek. A Ceres azonban más színképpel rendelkezik, mint a család többi tagja, így a csoportot ma már Gefion családnak hívják a legkisebb számú tag, az 1272 Gefion után. A Ceres csupán egy betolakodó, mivel csak pályatulajdonságai egyeznek meg a többi kisbolygóéval, azonban származásuk nem közös.
Saját tengelye körül 9 óra 4 perc alatt fordul meg.

### Eredete és fejlődése

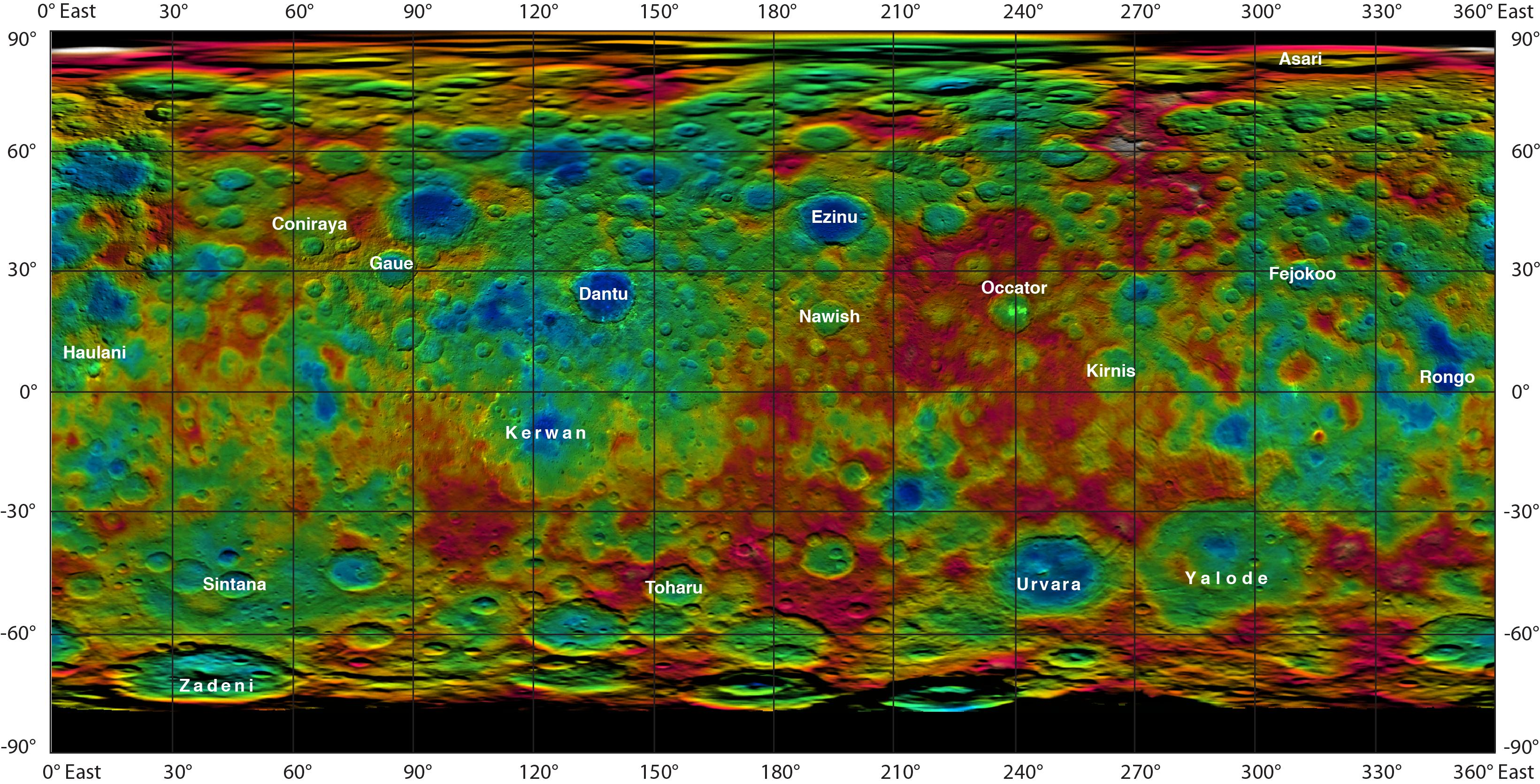
A Ceres domborzatának eddigi elnevezései (2015 júliusa). Sötétkékkel a legmélyebb területek vannak jelölve

A Ceres fejlődése egyszerű volt. Az akkréció és valószínűleg a rövid bomlási idejű radioaktív anyagok, például Al26 által fűtve belseje differenciálódott kőzetmaggá és jeges köpennyé, nem sokkal kialakulása után. Ez az esemény felszínének átalakítását eredményezte a kriovulkanizmus által, valamint felszínén különböző geológiai képződmények alakultak. A hőforrások gyors csökkenésével azonban a Ceres hamar kihűlt. A felszínen található jég fokozatosan szublimált, hátrahagyva különböző hidratált ásványokat, például agyagféléket és karbonátokat. Ma az égitest geológiailag inaktív, felszínét csupán becsapódási kráterek formálják.
A nagy mennyiségű vízjég jelenléte arra utal, hogy belsejében van vagy volt folyékony vízréteg. Ezt a hipotetikus réteget gyakran hívják óceánnak. Valószínűleg a kőzetmag és a köpeny között helyezkedik (vagy helyezkedett) el, mint az Europén. Az óceán jelenléte sokkal valószínűbb, ha ammónia vagy más jegesedésgátló anyag van oldva a vízben.
A kutatók ammóniában gazdag agyagra találtak bizonyítékot. A vizsgálatokat a Dawn űrszonda látható- és infravörös spektrométerei végezték, amivel ásványok jelenlétét lehet kimutatni. Az ammónia-jég jelenleg elpárologna a felszínről, mivel ott ehhez a folyamathoz elegendően meleg van. Ugyanakkor ammónia molekulák meg tudnak maradni, ha kémiailag kötésben vannak más ásványokkal. Az ammónia vegyületek jelenléte felveti annak a lehetőségét, hogy a Ceres nem a fő aszteroida övben (a Mars és a Jupiter között) keletkezett, ahol jelenleg tartózkodik, hanem a külső Naprendszerben jöhetett létre. Egy másik elképzelés szerint közel a jelenlegi pozíciójához formálódott ki, aminek során a külső Naprendszerből befelé sodródó anyagot is magába épített.
Az ammónia jelenléte azt jelenti, hogy olyan környezetben jött létre, ahol sok volt a nitrogén. Következésképpen ez az anyag a hideg külső Naprendszerből ered.
A jelenlegi felszíni hőmérséklet 180 és 240 kelvin között változik. A magasabb hőmérséklet az egyenlítői övezetben mérhető.

### Felszíni fényes foltok
A felszínen látható, feltűnő, fényes foltok eredete sokáig bizonytalan volt és a laikusok fantáziáját is megmozgatta.
A NASA Dawn űrszondájának mérései alapján azt a megállapítást tették a kutatók, hogy a fényes anyag egyfajta só. A Ceres felszínén mintegy 130 fényesebb terület található, ezek többsége becsapódási kráter belsejében van. A sófajta neve magnézium-szulfát, más néven hexahidrit. A Földön más fajta magnézium-szulfát található, aminek neve Epsomi só. A kutatók szerint ezek a sóban gazdag területek úgy keletkeztek, hogy a bennük lévő vízjég szublimálódott. A jég és a só keveréke a becsapódó aszteroidák hatására került feljebb a mélyebb rétegekből. Ezt azt is jelenti, hogy vízjég található a felszín alatt.
A Ceres felszíne nagyrészt sötét, aminek fényessége a friss aszfalténak felel meg. A fényes területek viszont a napfénynek akár 50%-át is visszaverik, ami szinte vakítóan fényesnek számít. A vízjeget kémiailag még nem sikerült kimutatni a felszínen, ehhez további adatokra van szükség.
A nevesített Occator-kráter tartalmazza a legfényesebb anyagot a Ceresen. Az Occator-kráter átmérője 90 km, középső területe (amit fényes anyag borít) nagyjából 10 km átmérőjű és 500 m vastagságú. A fényes felületen sötétebb csíkok, valószínűleg törésvonalak láthatók. A középső kiemelkedés magassága 500 m. Az éles perem és a meredek falak arra utalnak, hogy az Occator-kráter viszonylag fiatal képződmény, a kutatók 78 millió évre becsülik a korát.

## Kutatása

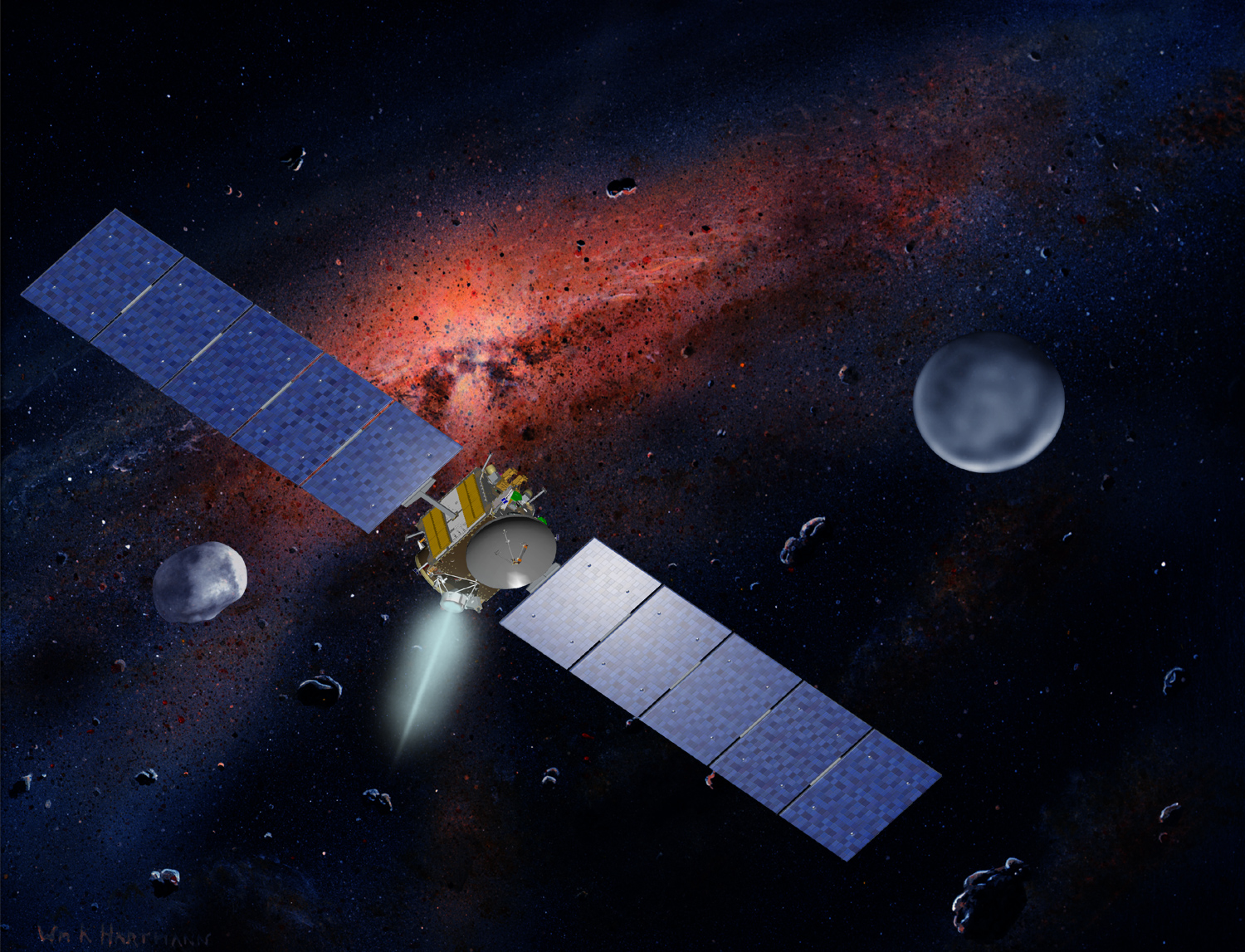
Fantáziakép a Dawn űrszondáról

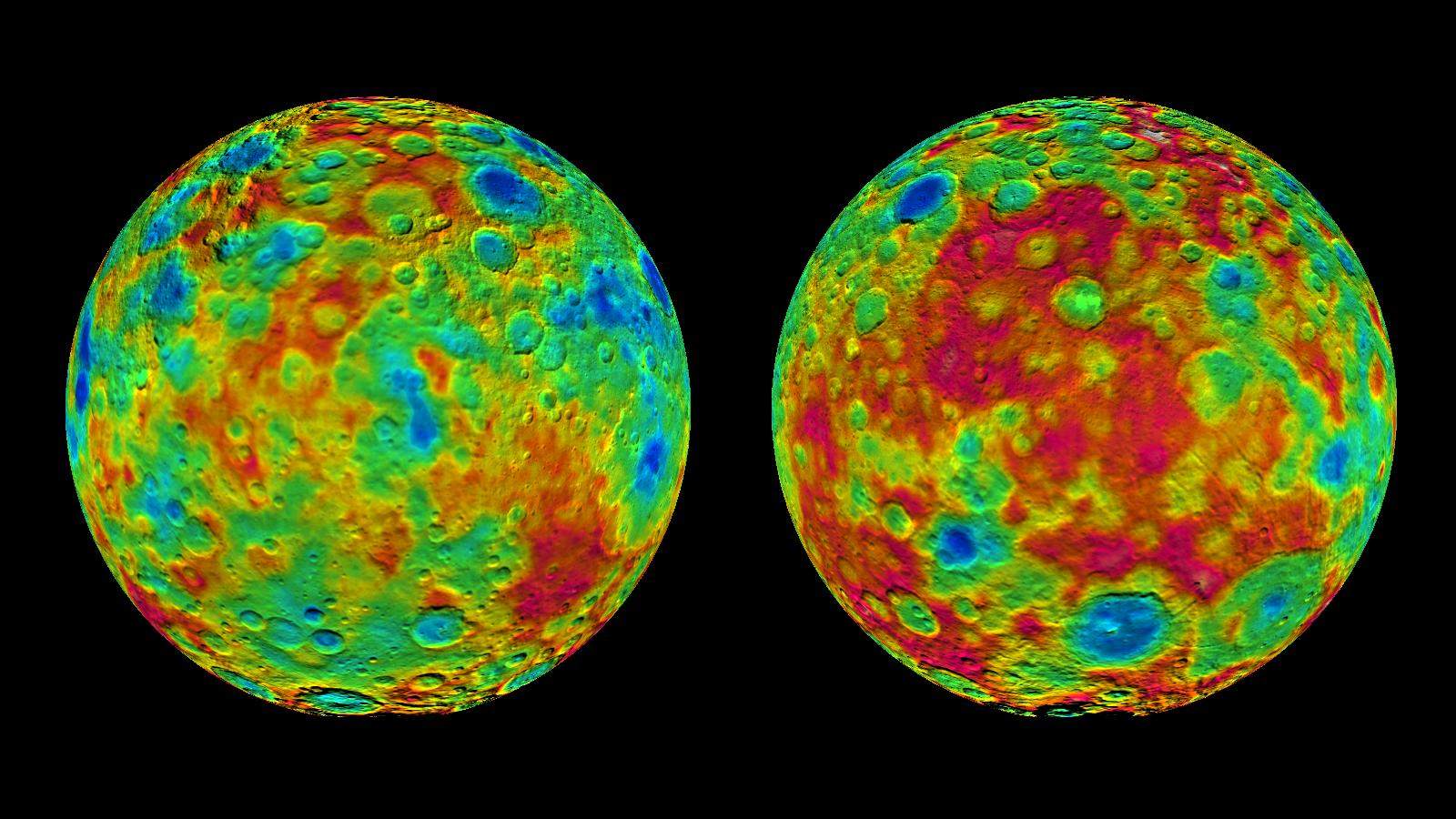
A Ceres domborzata hamis színezéssel hangsúlyozva. Az Indigókékkel (legmélyebb) és vörössel (legmagasabb) szélsőértékek eltérése 15 km

Ha a Ceres perihélium-közelben van oppozícióban, látszólagos magnitúdója elérheti a +6,7-et is.
Úgy tartják, hogy ez már túl halvány ahhoz, hogy szabad szemmel észrevehető legyen, de kiváló látási körülmények között egy éles szemű ember észreveheti a törpebolygót. Csak a 4 Vesta, valamint ritkább esetekben a 2 Pallas és a 7 Iris érhet még el ilyen fényességet. Együttálláskor körülbelül +9,3-es magnitúdóval rendelkezik, ami megfelel a 10×50-es távcsővel látható leghalványabb objektumnak.
A Ceres megfigyelésének néhány jelentős mérföldköve:
- Egy csillag okkultációját figyelték meg Mexikóban, Floridában és a Karib-térségben 1984. november 13-án.[51]
- A Hubble űrtávcső ultraibolya felvételeket készített 50 km-es felbontással 1995-ben.[42][52]
- Infravörös képeket készítettek a Keck-teleszkóppal 2002-ben, adaptív optikát használva.[45]
- Látható fényben készült képeket (30 km) a Hubble-lal készítették 2003-ban, majd 2004-ben ismét.[9][46]

A NASA által 2007. szeptember 27-én elindított Dawn műhold az első, amely 2015-ben a törpebolygóhoz ért, miután előbb megközelítette a 4 Vestát. A küldetés tervei szerint a Dawn 5900 km-es magasságban pályára állt a Ceres körül. Öt hónapnyi tanulmányozás után távolságát előbb 1300, majd újabb öt hónap múlva 700 km-re csökkentette, később 385 km magasságig ereszkedett. Az űrszonda rendelkezik látható fényű és infravörös spektrométerrel, valamint gamma-sugárzás-mérővel és neutrondetektorral. Ezeket az eszközöket használják a Ceres alakjának és összetevőinek meghatározására.
Az égitest tömegét a Mars körül keringő és felszínén lévő űrszondák által kibocsátott rádiójelek segítségével becsülték meg, a Mars mozgására ható perturbációk alapján.
| A Ceres helyzetei 2005 és 2020 között | A Ceres helyzetei 2005 és 2020 között | A Ceres helyzetei 2005 és 2020 között | A Ceres helyzetei 2005 és 2020 között | A Ceres helyzetei 2005 és 2020 között | A Ceres helyzetei 2005 és 2020 között |
| Állandó, retrográd                    | Szembenállás                          | Szembenállás                          | Szembenállás                          | Állandó, prográd                      | Együttállás a Nappal                  |
| Állandó, retrográd                    | Időpont                               | Távolság a Földtől (CsE)              | Legnagyobb fényesség (mag)            | Állandó, prográd                      | Együttállás a Nappal                  |
| ------------------------------------- | ------------------------------------- | ------------------------------------- | ------------------------------------- | ------------------------------------- | ------------------------------------- |
| 2005. március 21.                     | 2005. május 8.                        | 1,68631                               | 7,0                                   | 2005. június 30.                      | 2005. december 28.                    |
| 2006. június 26.                      | 2006. augusztus 12.                   | 1,98278                               | 7,6                                   | 2006. november 27.                    | 2007. március 22.                     |
| 2007. szeptember 20.                  | 2007. november 9.                     | 1,83690                               | 7,2                                   | 2008. január 1.                       | 2008. június 28.                      |
| 2009. január 17.                      | 2009. február 24.                     | 1,58526                               | 6,9                                   | 2009. április 16.                     | 2009. október 31.                     |
| 2010. április 28.                     | 2010. június 18.                      | 1,81988                               | 7,0                                   | 2010. augusztus 9.                    | 2011. január 30.                      |
| 2011. július 31.                      | 2011. szeptember 16.                  | 1,99211                               | 7,7                                   | 2011. november 12.                    | 2012. április 26.                     |
| 2012. október 30.                     | 2012. december 17.                    | 1,68842                               | 6,7                                   | 2013. február 4.                      | 2013. augusztus 17.                   |
| 2014. március 1.                      | 2014. április 15.                     | 1,63294                               | 7,0                                   | 2014. június 7.                       | 2014. december 10.                    |
| 2015. június 6.                       | 2015. július 25.                      | 1,94252                               | 7,5                                   | 2015. szeptember 16.                  | 2016. március 3.                      |
| 2016. szeptember 1.                   | 2016. október 20.                     | 1,90844                               | 7,4                                   | 2016. december 15.                    | 2017. június 5.                       |
| 2017. december 21.                    | 2018. január 31.                      | 1,59531                               | 8,8                                   | 2018. március 20.                     | 2018. október 7.                      |
| 2019. április 9.                      | 2019. május 29.                       | 1,74756                               | 7,0                                   | 2019. július 20.                      | 2020. január 14.                      |
| 2020. július 13.                      | 2020. augusztus 28.                   | 1,99916                               | 7,7                                   | 2020. október 23.                     | 2021. április 7.                      |

## Megjelenése a kultúrában
Mivel a Ceres a kisbolygóöv legnagyobb objektuma, számos tudományos-fantasztikus témájú könyvben, filmben, valamint számítógépes játékban szerepelt. Isaac Asimov több művében, például az Űrvadász-sorozatban és a Haldokló éjszakában is obszervatórium működik rajta. Larry Niven Ismert Űr-történeteiben a Ceres egy kisbolygóövbeli kormányzóság központja. A The American Astronaut című filmben a kisbolygón található bárban rendeznek táncversenyt. Szerepel továbbá a Star Control, a Descent, a Descent³, a Terminal Velocity számítógépes játékokban, valamint a Warhammer 40,000 univerzumában és a Mutant Chronicles szerepjátékban is. Ezen felül Marton Béla két regényében kap fontos szerepet; ezek a: "Ceres foglyai" (pályájáról letérve súrolja a Földet, felszínén űrhajósok rekednek akik fejlett civilizáció maradványait fedezik fel) és az "Utazás a Vénuszra" (az első rész űrhajósait megmentik, korábbi bázisukról indul a Vénuszi expedíció).